# María Elena Villagra de Cobanera
María Elena Villagra de Cobanera fue una pionera de la antropología en la Facultad de Ciencias Naturales y Museo de la Universidad Nacional de La Plata (UNLP) en la primera mitad del siglo XX. Se especializó en el estudio del cráneo en comunidades originarias de Argentina.

## Reseña biográfica
Estudió en la Facultad de Ciencias Naturales y Museo de la UNLP entre 1930 y 1935. En 1941 se inscribió en la Orientación Antropología del Doctorado.
Se desempeñó como ayudante alumna de la cátedra de Antropología del Museo de La Plata, entre los años 1936 y 1947. Concursó su cargo de ayudante de cátedra en 1943. Colaboraba además con tareas de investigación científica en estudios sobre el esqueleto de la población aborigen, especializándose en estudios del cráneo.
Investigó sobre la craneología de los habitantes originarios de la Provincia de Buenos Aires, publicando varios trabajos como autora y colaborando en otros como ilustradora.
En junio de 1945 Villagra Cobanera fue informada por dos de sus estudiantes, John Pella y Julia Gras Goyena, del hallazgo de esqueletos en la provincia de Chubut, al sur de Bahía Solano. Fue entonces designada por Milcíades A. Vignati para realizar las exhumaciones y traslado de los restos para su estudio, documentando todo el proceso. Este estudio preliminar serviría de base para una extensa excursión emprendida por Milceades Vignati, ayudado por Alberto Rex González en 1950, aunque en esta oportunidad, María Elena Villagra Cobanera no participó del viaje.
Estuvo entre las 18 mujeres que se registraron como socias activas de la Sociedad Argentina de Antropología como socias activas, entre los años 1936 y 1945, desempeñándose como secretaria un corto período, en la segunda mitad de 1943.